# Sint-jansziekte

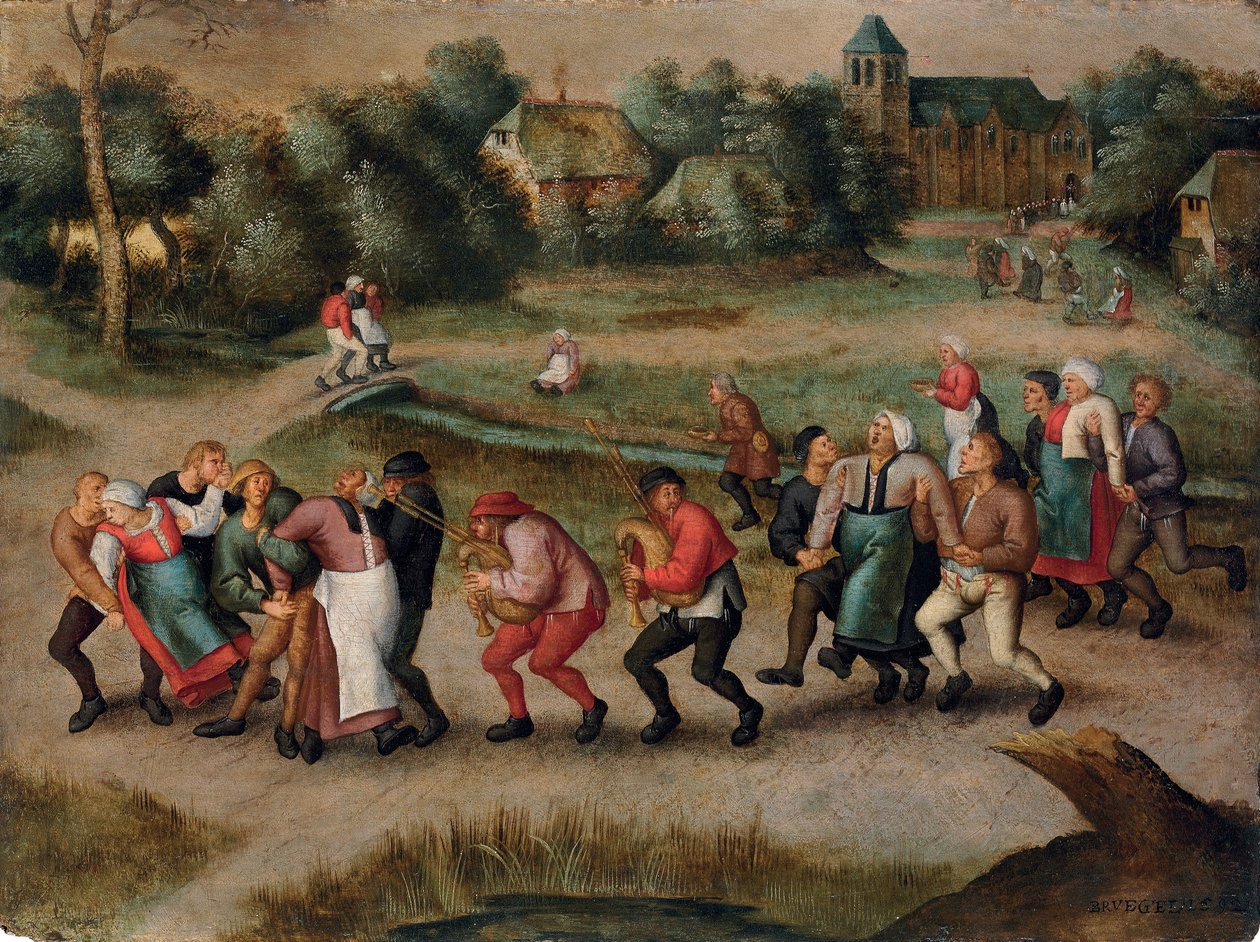
Een schilderij van Pieter Brueghel de Jonge (1592) toont de jaarlijkse pelgrimage van dansende epileptici op weg naar de Sint-Jan-de-Doperkerk (Molenbeek) onder begeleiding van muzikanten.

Sint-jansziekte, choreomanie, danszucht of danswoede is een ziekelijke drang om te dansen. De eerste beschrijving is uit 1374 te Aken en tot in de zeventiende eeuw waren er in Europa uitbraken van grote groepen die konden dansen tot de uitputting volgde.
Paracelsus gaf voor het eerst een verklaring vanuit medisch standpunt. Hij onderscheidde drie verschillende oorzaken: verbeelding, zinnelijke drang en lichamelijke oorzaken. De danszucht verspreidde zich later ook over de Nederlanden. Nog in de zestiende eeuw werden zieken gezien te Molenbeek nabij Brussel.
De voornaamste oorzaak voor de plaag was hysterie door religieuze waanzin (Hecker). Deze uitte zich onder andere in spasmen, verkrampte spieren, schokken, neervallen, gasophoping in de darmen, aanvallen die geleken op epilepsie en een onweerstaanbare drang om te dansen. Soms met de dood tot gevolg. 
Andere verklaringen die door de jaren heen zijn gegeven, zijn vergiftiging door moederkoorn en angst voor de in die tijd heersende pest. Hierdoor zou een soort trancestoornis zijn ontstaan. 
Dr. J.F.C. Hecker (1795-1850), de auteur van "Die Tanzwut, eine Volkskrankheit im Mittelalter", maakte een samenvatting van de waarnemingen die hierover werden gedaan tot in 1832.
De sint-jansziekte wordt weleens verward met de Chorea van Sydenham, een neurologisch ziektebeeld dat vroeger sint-vitusdans werd genoemd.